# Gekko mindorensis
Espèce
Statut de conservation UICN

 LC  : Préoccupation mineure
Gekko mindorensis est une espèce de geckos de la famille des Gekkonidae.

## Répartition
Cette espèce est endémique des Philippines. Elle se rencontre à Mindoro, à Panay et à Luçon.

## Étymologie
Son nom d'espèce, composé de mindor[o] et du suffixe latin -ensis, « qui vit dans, qui habite », lui a été donné en référence au milieu de sa découverte.

## Publication originale
- Taylor, 1919 : New or rare Philippine reptiles. Philippine Journal of Science, vol. 14, p. 105-125 (texte intégral).